# Capnobotrys atro-olivacea
Capnobotrys atro-olivacea är en svampart som beskrevs av S. Hughes 1981. Capnobotrys atro-olivacea ingår i släktet Capnobotrys och familjen Metacapnodiaceae.   Inga underarter finns listade i Catalogue of Life.